# Mick Thomas
Michael James Thomas är en australisk "singer-songwriter".
Vid 21 (1981, född 1960) års ålder flyttade han till Melbourne och deldog i diverse pub-rockband. 1984 bildade han pub-rockbandet "Weddings Parties Anything", med vilka han släppte 7 album mellan 1987 och 1996.